# Igreja de Santa Maria de Airães
A Igreja de Santa Maria de Airães está situada no lugar de Mosteiro, freguesia de Airães, município de Felgueiras.
Nas Inquirições de 1221 a igreja surge como "ecclesia de Araes", no julgado de Felgueiras.
Foi declarada Monumento Nacional pelo Decreto 129/77 de 29 de Setembro.
Esta Igreja integra a Rota do Românico.